# Lanthanosuchus
Lanthanosuchus es un género extinto de parareptil que vivió en la actual Rusia durante el Pérmico tardío.
A diferencia de Macroleter, el cráneo de Lanthanosuchus era más plano y más ancho, pero similar en los demás aspectos. La fenestra temporal lateral era más grande que la orbital. Los dientes eran de pequeño tamaño.

## Especies
Se conocen dos especies de Lanthanosuchus:
- L. qualeni Efremov, 1940. Es la especie tipo.[1]
- L. watsoni Efremov, 1946. Se alimentaba de pequeños invertebrados y medía unos 75 cm.[4] Fue descrito a través de un cráneo de unos 20 cm.[5]